# Cimetière des tombes sud d'Amarna
Le cimetière des tombes sud d'Amarna est une ancienne nécropole égyptienne située à Amarna, en Haute-Égypte. C'est le lieu de sépulture des individus modestes de l'ancienne cité d'Akhetaton. Le site est situé à proximité des tombeaux des nobles. Des fouilles archéologiques ont été entreprises par la société d'exploration de l'Égypte entre 2006 et 2013, révélant que les personnes enterrées dans le cimetière ont vécu des vies courtes et difficiles.

## Découverte
Ce cimetière a été découvert en 2003 lors d'une étude GPS du désert par la société d'exploration de l'Égypte. Il est situé sur le côté est d'un oued étroit qui coule vers le sud et vers l'est derrière la tombe sud 25 (Aÿ). Il semble qu'il ait été entièrement pillé et partiellement emporté par les inondations, laissant une dispersion d'ossements humains sur le sol de la vallée et à travers la plaine. Il a fait l’objet d’une enquête systématique en 2005.

## Résultats
Les fouilles ont commencé en 2006 et se sont terminées en 2013. 381 tombes ont été fouillées dans les quatre zones principales - embouchure, cours inférieur, cours supérieur et extrémité du oued - dans le but de récupérer 400 individus. Les extrapolations à partir de ces données estiment que le cimetière contient 6 000 individus. Les enterrements d'hommes, de femmes, d'enfants et de nourrissons se produisent dans les proportions attendues pour la période, avec des niveaux élevés de mortalité infantile et juvénile. Les défunts étaient enterrés enveloppés dans du tissu ou des nattes, et placés dans des cercueils faits de tiges de tamaris, de nervures médianes de palmier ou plus rarement dans un cercueil en bois, en poterie ou en terre. Dans un cas, un cercueil en bois a été retrouvé à l'intérieur d'un caveau en briques de terre. Aucune preuve de momification artificielle n'a été trouvée, bien que le corps puisse être enveloppé dans des bandes de lin. Les objets funéraires dans leur ensemble sont peu courants ; lorsqu'ils sont présents, ils consistent le plus souvent en des récipients en poterie, contenant parfois des offrandes alimentaires - dans un cas, des grenades ont été retrouvées enterrées avec un bébé. D'autres objets funéraires ont été découverts, notamment des tubes et des applicateurs de khôl, des pinces en bronze, un miroir enveloppé de tissu, une maquette de rame et une herminette. Les amulettes ou autres bijoux sont rares, mais lorsqu'ils existent, ils prennent la forme de divinités protectrices telles que Taouret, des colliers de perles de faïence, des scarabées, au nom de Thoutmôsis III ou Amenhotep III, des bagues d'orteil en cuivre, ou, plus rarement, un bracelet en or au poignet d'un bébé.
Les tombes étaient recouvertes d'un cairn de pierres, aujourd'hui en grande partie détruit, et certaines étaient surmontées d'une pierre tombale ; la dispersion occasionnelle de briques de terre peut indiquer que certaines tombes avaient une superstructure en briques. Deux pyramidions calcaires ont été récupérés, ainsi que 15 stèles qui avaient pour la plupart une forme pointue et triangulaire. Ceux avec une scène sculptée montrent le défunt recevant des offrandes, ; le type le plus courant présente une dépression rectangulaire où une scène, dont il ne reste aucune trace, serait peinte ou insérée.

### Disposition
La disposition du cimetière semble organique et reflète très probablement une organisation des parcelles au niveau familial. Malgré les zones de surpeuplement, les tombes n'empiètent jamais les unes sur les autres. Toutes sont bien découpées, avec des parois verticales, et correspondent étroitement à la taille et à la forme du cercueil, ce qui indique que, même si la tombe n'était probablement pas prédécoupée, elle était l'œuvre de professionnels et non de la famille,.

### Cercueils décorés
Quarante cercueils en bois ont été découverts, représentant environ 10 % des sépultures du cimetière. La moitié d'entre eux étaient de simples boîtes non décorées ; les vingt cercueils restants présentaient une décoration peinte. Parmi celles-ci, seulement huit étaient suffisamment complètes pour que leur schéma décoratif puisse être étudié. La décoration la plus simple appartenait à un cercueil en forme de boîte pour enfant. Il s'agit de bandes de texte jaunes encadrées de lignes noires ; aucun texte ni aucune image n'ont été ajoutés. Les sept cercueils décorés restants semblent être anthropoïdes, bien que beaucoup soient dans un état fragile en raison de la désintégration du bois, soit par pourriture, soit par les termites.
La palette de couleurs est basée sur le noir, avec des bandes jaunes imitant les sangles vues sur les bandelettes des momies. Les thèmes décoratifs peuvent être divisés en deux types : ceux qui préservent la décoration pré-amarnienne avec Osiris, et un nouveau type « sans dieu », non attesté en dehors d'Amarna, mettant en scène des porteurs d'offrandes à la place des dieux funéraires habituels. Trois cercueils de chaque type de décoration ont été retrouvés ; l'un d'eux était indéterminé. Le texte trouvé sur ce nouveau type comporte des prières pour des offrandes et d'autres bienfaits, plutôt que les récitations traditionnelles dérivées du chapitre 151 du Livre des Morts. Cependant, même là où elles sont bien conservées, les inscriptions ne sont pas toujours lisibles. Le texte conservé sur un cercueil contient des groupes reconnaissables de hiéroglyphes, mais ils ne forment pas de phrases cohérentes, ce qui suggère que bien qu'écrit d'une main expérimentée, l'écrivain n'était pas alphabétisé.
Les noms sont présents sur les cercueils avec des inscriptions lisibles. L’une d’entre elles est une femme nommée Maia, décédée à l’âge de 40-45 ans. Ses restes perturbés ont été retrouvés à l'intérieur d'un cercueil gravement rongé par les termites, fait de figuier sycomore, de tamaris et de bois Mimusops. Des bandes horizontales contiennent de courtes prières et elle demande à recevoir des offrandes ; les panneaux latéraux conservent des figures en deuil. Il n'y a aucun signe ou mention d'Aton ou de la famille royale. Un autre cercueil du même type impie porte les noms de Hesy(t)en-Ra et Hesy(t)en-Aton. Le nom Tiy est conservé sur un cercueil à la décoration traditionnelle ; à l'intérieur se trouvait le squelette partiel d'une femme âgée de 40 à 45 ans.

### Coiffures
Bien que les restes humains soient généralement entièrement squelettiques, on a découvert de la peau desséchée et des cheveux préservés. Une grande variété de coiffures ont été retrouvées préservées sur les crânes, certaines étant plus fragiles que d'autres. Les types de cheveux vont des cheveux noirs très bouclés aux cheveux bruns raides, indiquant probablement une variation ethnique. Les cheveux étaient généralement séparés au milieu. Les styles étaient constitués de tresses à trois brins d'environ 1 à 2 centimètres de large et généralement pas plus de 20 cm de long ; dans un cas, les tresses mesuraient 30 cm de long. De la graisse a été utilisée pour maintenir les coiffures et aucune épingle ou autre moyen de fixation n'a été trouvé. Des boucles ont été trouvées autour des oreilles, sinon il n'y a pas de modèle clair pour les coiffures. On utilisait des extensions de cheveux, souvent tressées en cheveux très courts (10 centimètres de long) et dont les jointures étaient recouvertes par les propres cheveux de la personne. Une coiffure très complexe était composée de 70 extensions placées en différentes couches sur la tête. En général, on trouve plus d'extensions sur les cheveux bruns que sur les cheveux noirs. Les couleurs des extensions variaient du gris au noir foncé sur un individu, ce qui suggère que les cheveux avaient été obtenus auprès de nombreux donneurs différents. Les cheveux gris d'une femme ont été teints en rouge orangé, probablement avec du henné.
Des traces de mèche de l'enfance constituées de fines tresses de 8 à 10 centimètres de long ont été trouvées sur au moins trois enfants, mais elles étaient plus nettes sur deux : sur le côté gauche de la tête d'un enfant et sur le côté arrière droit de l'autre. Des cheveux détachés ont été retrouvés sur le dessus des têtes.

### Cône de tête
Une découverte importante a été le premier « cône d'encens » existant sur la tête d'une femme adulte dans une tombe intacte. Un autre cône a été extrait du cimetière des Tombes Nord. Le cône était à l'origine un dôme bas ; il est creux, maintenant cassant et a un toucher soyeux. L’analyse chimique a révélé qu’ils sont composés de cire naturelle. Aucune trace de parfum n'a été trouvée, même si celui-ci a pu s'évaporer au fil du temps. La coquille creuse peut avoir été remplie d'un parfum doux ou avoir été intentionnellement creuse pour l'enterrement. Les cônes peuvent avoir été façonnés autour d'un textile ou remplis de celui-ci, car des impressions de tissu sont présentes sur la surface intérieure. Le but des cônes n’est pas connu avec certitude. Ils servaient peut-être à purifier les défunts, ou étaient peut-être associés à la renaissance - la princesse Mâkhétaton est représentée portant un tel cône alors qu'elle est pleurée par sa famille.
Il y avait probablement d'autres cônes d'encens présents au cimetière, car des fragments plus petits ont été trouvés, ou leur présence peut être indiquée par la décoloration des cheveux ou des os. Dans certains cas, un revêtement en tissu était présent sur la tête, indiquant que le cône pouvait avoir été enveloppé séparément. Il existe également des preuves de tresses coiffées en plate-forme, peut-être pour soutenir un cône.

### Santé
L’analyse des restes squelettiques a révélé que ceux qui ont vécu et sont morts à Amarna ont vécu des vies courtes et difficiles. 26,1 % des personnes examinées sont décédées avant l’âge de sept ans. La mortalité augmente tout au long de l’enfance et du début de l’âge adulte, atteignant un pic entre 15 et 25 ans, période à laquelle elle devrait normalement être la plus basse. Les carences nutritionnelles sont fréquentes, avec 36,4 % des subadultes et 12,7 % des adultes présentant des cribra orbitalia ; il existe également des signes de scorbut. L'analyse de la micro-usure des dents de ces individus indique un régime alimentaire composé principalement de céréales. L'absence de restes d'animaux abattus dans la ville suggère que la viande n'était pas couramment consommée par la population générale. Près de la moitié des adultes examinés présentent des signes d'ostéophytes et les deux tiers des adultes présentent une forme de traumatisme, généralement lié à la colonne vertébrale, comme des fractures par compression des vertèbres, des nodules de Schmorl et une spondylose. On pense que de telles blessures sont le résultat du transport de charges lourdes telles que l'eau des puits ou des blocs de talatate pour la construction de la ville. Les fractures des bras ou des jambes sont moins fréquentes et représentent probablement des accidents ; seuls quatre individus présentent des traces de blessures causées par des armes. On pense que l'un de ces individus était un soldat, en raison de ses multiples blessures traumatiques, notamment une fracture du sternum, des fractures des côtes guéries et en voie de guérison, une fracture « parée » au bras gauche et deux coups de couteau au bassin, dont le premier a guéri, le second s'est infecté et a probablement contribué à sa mort. Il avait également un régime alimentaire différent et mieux nourri que les autres personnes enterrées à Amarna, car il ne présente pas de signes de cribra orbitalia et souffre de caries dentaires et d'abcès étendus. En raison de stress physique chronique et d'une mauvaise alimentation, les adultes amarniens sont, en moyenne, les plus petits de toute l'Égypte ancienne. L'étude cranio-morphologique des restes squelettiques révèle une population très diversifiée, probablement originaire de toute l'Égypte et comprenant des personnes d'origine étrangère.
La peste a été suggérée comme étant la cause de la mortalité élevée chez les jeunes adultes. Les lettres d'Amarna EA 11, 35, 96, 244 et 362 mentionnent la peste à la fois en Égypte et dans les pays voisins, tandis que les prières de la peste de Mursili II mentionnent une épidémie de peste parmi les prisonniers de guerre égyptiens capturés à la suite de l'affaire de Zannanza, sous le règne de son père Suppiluliuma Ier. Une fréquence élevée de puces et de punaises de lit a été trouvée dans des échantillons du village des ouvriers à la périphérie de la ville ; cette découverte implique que les niveaux d'ectoparasites étaient élevés dans la population et que les conditions étaient parfaites pour la propagation d'une épidémie.